# Szatmári Péter (operatőr)
Szatmári Péter (Budapest, 1964. november 16. –) magyar filmoperatőr.

## Életpályája
1979–1983 között a soproni Berzsenyi Dániel Evangélikus Líceum diákja volt. 1992-ben diplomázott a Színház- és Filmművészeti Főiskola operatőr szakán Márk Iván osztályában. 2020-ban – többedmagával – kilépett a Magyar Operatőrök Társaságából.

## Magánélete
1998–2010 között Szekeres Nóra színésznő házastársa volt. Két gyermekük született: Noa (2001) és Milán (2003).

## Filmjei
- Micike és az Angyalok (1987)
- Senki nem tér vissza (1987)
- Zsarumeló (1989-1990)
- Csapd le csacsi! (1991)
- Alkonyodik, a bárányok elvéreznek (1992)
- Patika (1994-1995)
- A bűvész (1996)
- Csinibaba (1997)
- Zimmer Feri (1998)
- 6:3, avagy játszd újra Tutti (1999)
- Torzók (2001)
- Vakvagányok (2001)
- Tea (2002-2003)
- Rinaldó (2003)
- Velem mindig történik valami (2003)
- A sor (2004)
- Forgás (2006)
- Konyec – Az utolsó csekk a pohárban (2007)
- 1984: Nagy Könyv (2007)
- Panoráma (Ritmusok IV) (2008)
- Méh (2010)
- Bianka (2012)
- Marslakók (2012)
- Nejem, nőm, csajom (2012)
- Mancs (2015)
- Liza, a rókatündér (2015)
- Dumapárbaj (2015)
- Kincsem (2017)
- A Viszkis (2017)
- Lepkelány (2018)
- Ízig-vérig (2019)
- Ha elfáradt, viheti (2021)
- Toxikoma (2021)
- A művészet felszabadít – Portréfilm Elekes Károly festőművészről - MMA portré (2021)
- Szia, Életem! (2022)
- A besúgó (2022)
- Záróvonal (2022)
- Magasmentés (2023)
- Valami Amerika (2023)
- Futni mentem (2024)

## Díjai
- Arany Zsiráf-díj (1992, 1993, 1994)
- Balázs Béla-díj (2007)
- Az év operatőre (2017)[7]
- ARRI-Szem-díj (2017)